# 치프 댄 조지

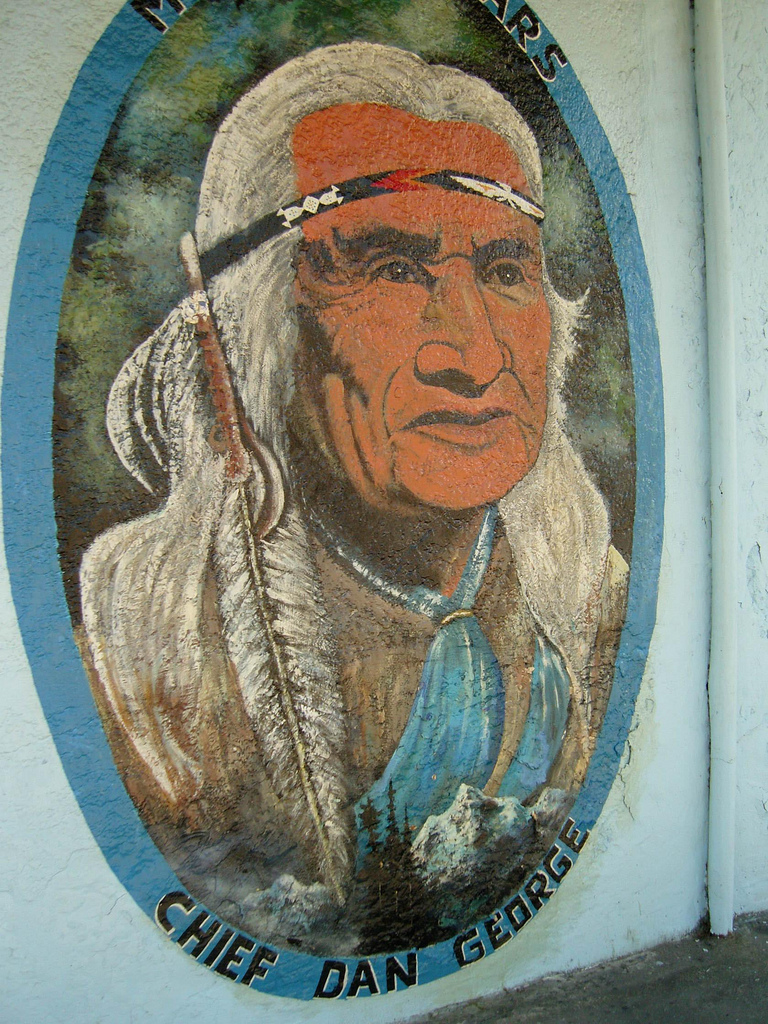

치프 댄 조지(Chief Dan George, 1899년 7월 24일 ~ 1981년 9월 23일)는 캐나다의 영화배우, 추장, 시인, 자서전 작가, 텔레비전 배우이다.
밴쿠버에서 태어났으며 밴쿠버에서 사망하였다.

## 영화
- 아메리카슨 (1979년)
- 무법자 조시 웰즈 (1976년)
- 해리와 톤토 (1974년)
- 작은 거인 (1970년) - 올드 로지 스킨스 역